# Firmafesten
Firmafesten är en svensk dramafilm från 1972 i regi av Jan Halldoff.

## Handling
Lokalerna på Levins PR-byrå utsmyckas för firmafest. Personalen avslutar dagens arbete i fnittrig sinnesstämning och beger sig hem för att byta om inför kvällens andra nöjen. Chefen håller ett klyschigt välkomsttal, flickor som är blyga – och flickor som är fräcka. Grabbarna tar sig ett glas för mycket, lagerchefen vill säga chefen ett sanningens ord, killarna är ute efter ett snabbt nummer. Men till slut gryr den grå dagern med bakfylla och ånger, kanske också med en äkta upplevelse i minnet – festen är över.

## Om filmen
Filmen premiärvisades den 4 oktober 1972 på biograf Saga i Stockholm. Den spelades in i Gamla Stan i Stockholm med flera platser i Stockholm av Lasse Björne och Helena Englesson.

## Roller i urval
- Lauritz Falk - Knut Levin, direktör
- Bert-Åke Varg - Björn "Nalle" Dahlgren
- Lars Amble - Karl-Magnus Stridh, art director
- Göthe Grefbo - Karl-Ivar Pettersson
- Siv Andersson - Berit Nilsson
- Nils Hallberg - Harry Sjöberg
- Rolf Bengtsson - Hansson, tecknare
- Beatrice Järås - Madeleine, växeltelefonist
- Lars Berghagen - Lasse, gitarrist
- Stellan Skarsgård - Peter, tecknare
- Christina Carlwind - Siw Schilden, Levins sekreterare
- Reimers Ekberg - Larsson, tecknare
- Diana Kjaer - Gunilla Stag
- Leif Möller - "Ludde" Ludvigsson
- Bo Halldoff - Bosse, Berits make
- Henry Lindblom - Stickan Olsson
- Minimal Åström - Elis Wiklund
- Krister Ekman - Micke Hasselqvist

## Musik i filmen
- Filmens ledmotiv En ballad om kärlek, kompositör Lars Berghagen
- Forget-Me-Not, kompositör Jack Arel och Pierre Dutour
- Short Night, kompositör Jack Arel och Pierre Dutour
- Sunset, kompositör Jack Arel och Pierre Dutour
- Tracking, kompositör Jack Arel och Pierre Dutour
- Adagio, stråkorkester, g-moll, kompositör Tomaso Albinoni, musikarrangör Remo Giazotto
- The Brass March, kompositör Garry Bellington
- En coulisse, kompositör Paul Bonneau
- Pop Shop, kompositör Jack Arel och Jean-Claude Petit

## DVD
Filmen gavs ut på DVD 2005 och 2014.